# Propina escolar
Propina escolar, também referido no Brasil como mensalidade escolar, é o pagamento devido pelo estudante à instituição de ensino pelos serviços educacionais prestados.
Quando se trata de uma instituição pública, a propina é uma forma de comparticipação do estudante nos custos do ensino.